# Kvinnornas sultanat

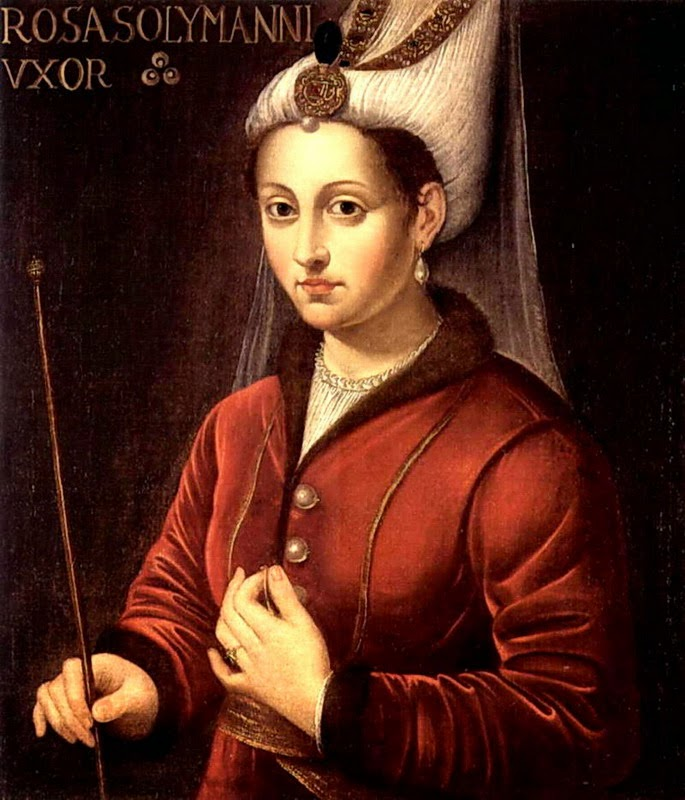
Roxelana

Kvinnornas sultanat är en period i det osmanska riket som fick sitt namn på grund av det ovanligt stora politiska inflytande som utövades av kvinnor, bland dem sultanernas släktingar, under denna period. Den brukar ofta sammanfattas som tiden från sultanen Süleyman I:s giftermål med Roxelana år 1533 fram till avsättandet av Turhan Hatice Sultan som regent år 1656. Viktiga kvinnor under denna epok var Mihrimah Sultan, Nurbanu Sultan, Esther Handali, Safiye Sultan, Esperanza Malchi, Beatrice Michiel, Kösem Sultan. 